# Stradivari Bonjour
Lo Stradivari Bonjour è un violoncello realizzato da Antonio Stradivari intorno al 1696. Prende il nome dal violoncellista parigino Abel Bonjour.
Alla morte di Bonjour, poco dopo il 1885, il violoncello passò, tramite Fridolin Hamma, ad Hans Kühne, che lo prestò per l'esposizione a Cremona in occasione del bicentenario della morte di Stradivari, nel 1937. Lo strumento è passato poi alla fondazione Habisreutinger e successivamente a  Martin Lovett. Il violoncello è stato poi acquistato nel 1999 dalla "banca degli strumenti" del Canada Council for the Arts, alla quale attualmente appartiene e che lo affida per un periodo di tre anni ai vincitori delle sue competizioni. Dopo essere stato utilizzato dalla violoncellista coreana-canadese Soo Bae, nel 2009 è passato alla violoncellista canadese Rachel Mercer.